# Operace Mortar
Operace Mortar bylo krycí označení chystaného výsadku do Protektorátu Čechy a Morava. Výsadek byl organizován Zvláštní skupinou D při exilovém Ministerstvu národní obrany v Londýně. Z důvodu konce II. světové války byla operace zrušena.

## Složení a úkoly
Velitelem výsadku byl ppor. Václav Modrák, členové byli des. Alois Horáček a svob. Jan Sekerka. Úkolem skupiny bylo předat domácímu odboji zbraně a radiomateriál. Dalšími úkoly bylo zřízení radiového spojení mezi Londýnem a Košicemi a zajištění leteckých dodávek zbraní. Pro činnost měly být použity zpravodajské možnosti vytvořené výsadkem Barium ve východních Čechách.

## Činnost
První termín pro strart skupiny byl určen 18. duben 1945 z letiště Rosignano u Neapole. Start byl ale zrušen. Po dovybavení a přesunu 23. dubna se měl další start konat z Brindisi. Skupina odstartovala 4. května společně s výsadkem Chromium. Při přeletu nad seskovou oblastí v okolí Žamberka byl výsadek pro velkou oblačnost zrušen a letadlo se vrátilo na základnu v Itálii. Jako další termín výsadku byl určen 7. květen. Skupina sice odstartovala, ale na rozkaz byla odvolána zpět. Operace byla zrušena.